# Bullet Train
Bullet Train je americká akční komedie režiséra Davida Leitche podle scénáře Zaka Olkewicze. Film je natočen podle japonského románu Maria Beetle od Kōtarō Isaka. Ve filmu hrají Brad Pitt, Joey Kingová, Aaron Taylor-Johnson, Brian Tyree Henry, Andrew Koji, Hirojuki Sanada, Michael Shannon, Benito A Martínez Ocasio a Sandra Bullocková.
Premiéra v USA proběhla 5. srpna 2022, kdy se snímek objevil v kinech v distribuci společností Sony Pictures Releasing. V českých kinech měl film premiéru o den dříve, tedy 4. srpna 2022. 

## Obsazení
| Brad Pitt            | Beruška           |
| Joey Kingová         | Princezna         |
| Aaron Taylor-Johnson | Tangerine         |
| Brian Tyree Henry    | Lemon             |
| Andrew Koji          | Yuichi Kimura     |
| Hirojuki Sanada      | Yuichiho otec     |
| Michael Shannon      | White Death       |
| Bad Bunny            | Vlk               |
| Sandra Bullocková    | Maria Beetle      |
| Zazie Beetzová       | Hornet            |
| Logan Lerman         | Syn               |
| Karen Fukuharová     | stevardka         |
| Masi Oka             | průvodčí ve vlaku |
| Paša D. Lychnikoff   |                   |
| Miraj Grbić          |                   |

## Produkce
Bullet Train byl původně vyvíjen Antoinem Fuquou, který film produkoval, prostřednictvím jeho společnosti Fuqua Films. Původně se mělo jednat o násilný akční film, ale během vývoje se projekt změnil na komedii.
Produkce filmu Bullet Train začala v říjnu 2020 v Los Angeles během pandemie covidu-19. Natáčení začalo 16. listopadu 2020 a skončilo v březnu 2021. Podle koordinátora kaskadérů filmu Grega Rementera provedl Brad Pitt ve filmu 95 procent kaskadérských kousků.

## Vydání
Premiéra filmu byla původně naplánována na 8. dubna 2022, pak byla odložena na 15. července 2022, poté na 29. července 2022 a následně na 5. srpna 2022.